# Королевский арсенал (Львов)
Короле́вский арсена́л (пол. Arsenał Królewski we Lwowie) — здание во Львове по адресу: ул. Подвальная, 13.
Построен по приказу короля Владислава IV и служил хранилищем городского запаса оружия перед готовящейся войной. Как и городской, королевский арсенал построен между городскими стенами. Строил его инженер-фортификатор П. Гродзицкий с 1639 года. В 1646 году арсенал был закончен вместе с мастерскими, в которых отливали различное оружие и колокола. Фасад здания украшала бронзовая скульптурная композиция, отлитая в 1639 году литейщиком Франком Каспаром; теперь она хранится во Львовском историческом музее.
Здание выполнено из камня, прямоугольное в плане, с двумя Г-образными крыльями, соединенными стеной; эти стены с восточной стороны ограждают внутренний дворик. Выходящий на площадь фасад украшен лоджией и фронтоном в стиле барокко. На боковом фасаде восточного крыла сохранился резной каменный портал в ренессансных формах.
В 1939 году в здании королевского арсенала разместился разместился Львовский исторический архив. В советской комедии «Старики-разбойники» (1971) здание арсенала показано как место работы героя Юрия Никулина.